# 横組み
横組み （よこぐみ）とは、日本語組版において、文字の中心を縦方向にして、読む向きを横に並べて版面を構成すること。手書きの場合は横書きという。

## 組版と書体
現代の和文書体の一文字は、捨て仮名も含めて、基本的に正方形にデザインされる。いわゆる「連綿体」を再現した活字は、これに当てはまらない。
一文字ごとに縦横の長さが異なる欧文書体と異なり、同一の活字で縦組と横組の二種類の組み方向を使い分けることができる。現代のコンピュータ用フォントは、字ごとに字幅が異なる「プロポーショナルフォント」もある。これらは字形に応じて字間が変化するため、平仮名と片仮名を含む文字列を組むときに、縦横の組み方向を替えると同じ字数でも行長が異なることがある。縦横両用の書体は表現力の限界があり、仮名書体を中心に縦組用と横組用の書体が設計された。鈴木勉が設計した写植書体「スーシャ」は、横組専用書体の代表例である。
等幅書体以外の欧文書体は、活字の横幅を示すセットが文字ごとに異なるため、一行あたりの字数は内容によって異なる。活版の組版で誤植があった場合、ピンセットで単純に差し替えることは難しく、単語間の空量調整などを要する。和文活字はセットが等しく差し替えは容易である。欧文の植字で誤植を誘発し易い'y'と'j'などの文字はセットがほぼ等しく崩れは大きくならない。

## 組み方向と句読点
日本語の文章は、縦組と横組で句読点を変えることがある。縦組で「、。」を使うが、横組で「，。」「，．」の組合せを用いる組み方である。

## 横組の書籍
「書籍を組む」視点で、横組み本は以下の特徴がある。
- 一行あたりの文字数が少なく、文中に欧文が混ざる（混植）頻度が高い。
- 欧文や数式を挿入しやすいため、学術的な書籍が多い。
- 一頁あたりの行数が多いため、禁則処理を必要とする箇所が縦組よりも頻繁に現れる。混植により行長に端数が出るために、縦組に比べ、より高度な文字送りの調整が必要になる。